# كلوستريديوم قولوني كلبي
كلوستريديوم كوليكانس أو كلوستريديوم قولوني كلبي أو كلوستريديوم معي الكلب أو كلوستريديوم معوي كلبي هي بكتيريا موجبة غرام لاهوائية، متحركة.

## قراءة إضافية
- Greetham، Hazel L.؛ Gibson، Glen R.؛ Gifford، Catriona؛ Hans، Hippe؛ Merkhoffer، Birgit؛ Steiner، Ulrike؛ Falsen، Enevold؛ Collins، Mathew D. (2003). "Clostridium colicanis sp. nov., from canine faeces". International Journal of Systematic and Evolutionary Microbiology. ج. 53 ع. 1: 259–262. DOI:10.1099/ijs.0.02260-0. PMID:12656182.

## روابط خارجية
- كلوستريديوم قولوني كلبي at the دليل الحياة
- (بالfr+en) مرجع موسوعة الحياة (EOL) : كلوستريديوم قولوني كلبي
- Type strain of Clostridium colicanis at BacDive - the Bacterial Diversity Metadatabase